# Church Brampton
Church Brampton är en ort i civil parish Church with Chapel Brampton, i distriktet West Northamptonshire, Storbritannien. Den ligger i grevskapet Northamptonshire och riksdelen England, i den södra delen av landet, 100 km nordväst om huvudstaden London. Church Brampton ligger 110 meter över havet. Church Brampton var en civil parish fram till 2009 när blev den en del av Church with Chapel Brampton. Civil parish hade 251 invånare år 2001.
Terrängen runt Church Brampton är platt. Runt Church Brampton är det mycket tätbefolkat, med 2 345 invånare per kvadratkilometer. Närmaste större samhälle är Northampton, 5,8 km sydost om Church Brampton. Trakten runt Church Brampton består till största delen av jordbruksmark.